# Hernádvécse
Hernádvécse is een plaats (község) en gemeente in het Hongaarse comitaat Borsod-Abaúj-Zemplén. Hernádvécse telt 923 inwoners (2001).